# Anomotaenia brevis
Anomotaenia brevis — вид паразитичних плоских червів родини Dilepididae.

## Спосіб життя
Anomotaenia brevis паразитує у кишці дятлів. Проміжним господарем є мурахи-робітники Temnothorax nylanderi. Ці мурахи живуть у дубових лісах Західної Європи. Гнізда влаштовує у порожнинах дерев, робочі мурахи є частиною раціону дятлів. Мурахи заражаються паразитом від фекалій дятлів, що містять яйця глистів. Заражена мураха, з дозріванням у ній личинки, значно відрізняється від інших представників виду: вони меншого розміру, забарвлення змінюється з коричневого на жовтий, змінюється хімічний склад феромонів та поведінка (робоча мураха сидить у гнізді, не виконує свої обов'язки). Коли дятел нападає на колонію, неінфіковані мурахи швидко рятуються втечею, а заражені мурахи є малорухливими і стають жертвою птаха. Личинка паразита потрапляє у кишці дятла, там дозріває, таким чином замикаючи життєвий цикл.